# Jumeaux fusionnés
Pour les articles homonymes, voir Siamois.
Les jumeaux fusionnés sont des jumeaux réunis par une partie de leur corps à la naissance. Cette pathologie ne survient qu'en cas de grossesse gémellaire monochoriale monoamniotique. 
Cette anomalie concerne de très nombreuses familles dans le règne animal. 
Pour l'Homme, les termes de jumeaux siamois, de frères ou de sœurs siamoises sont plus courants.

## Formation
La formation de « vrais » jumeaux survient très tôt dans le développement de l'embryon, quelques jours seulement après la fécondation. Si la séparation entre les deux embryons n'a pas rapidement lieu, une fusion (plus ou moins importante) des jumeaux se produit.

## Exemples

### Oiseaux

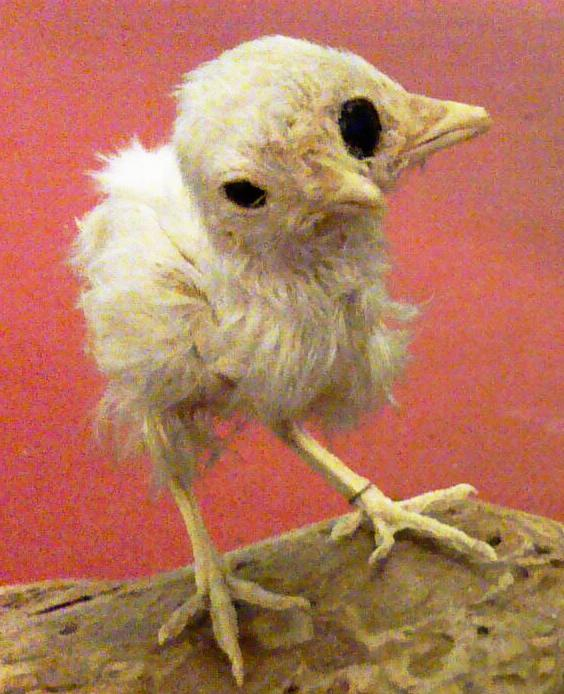
Poussin siamois.
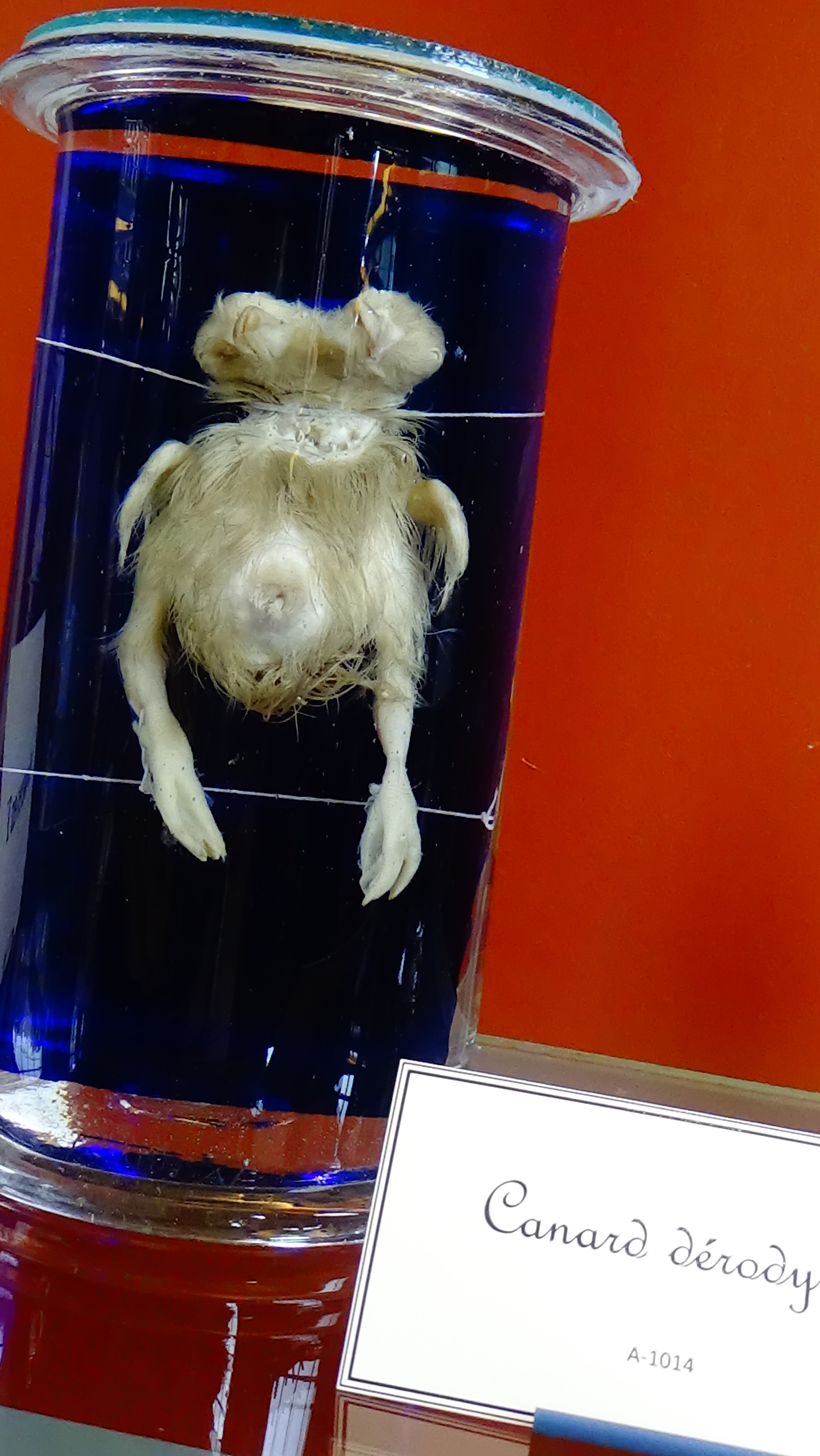
Canard siamois.

### Mammifères
Des baleines siamoises ont été trouvées au Mexique.
Un chat à deux têtes, du nom de Frank and Louie a vécu 15 ans, une longévité exceptionnelle pour ce type de malformation. 

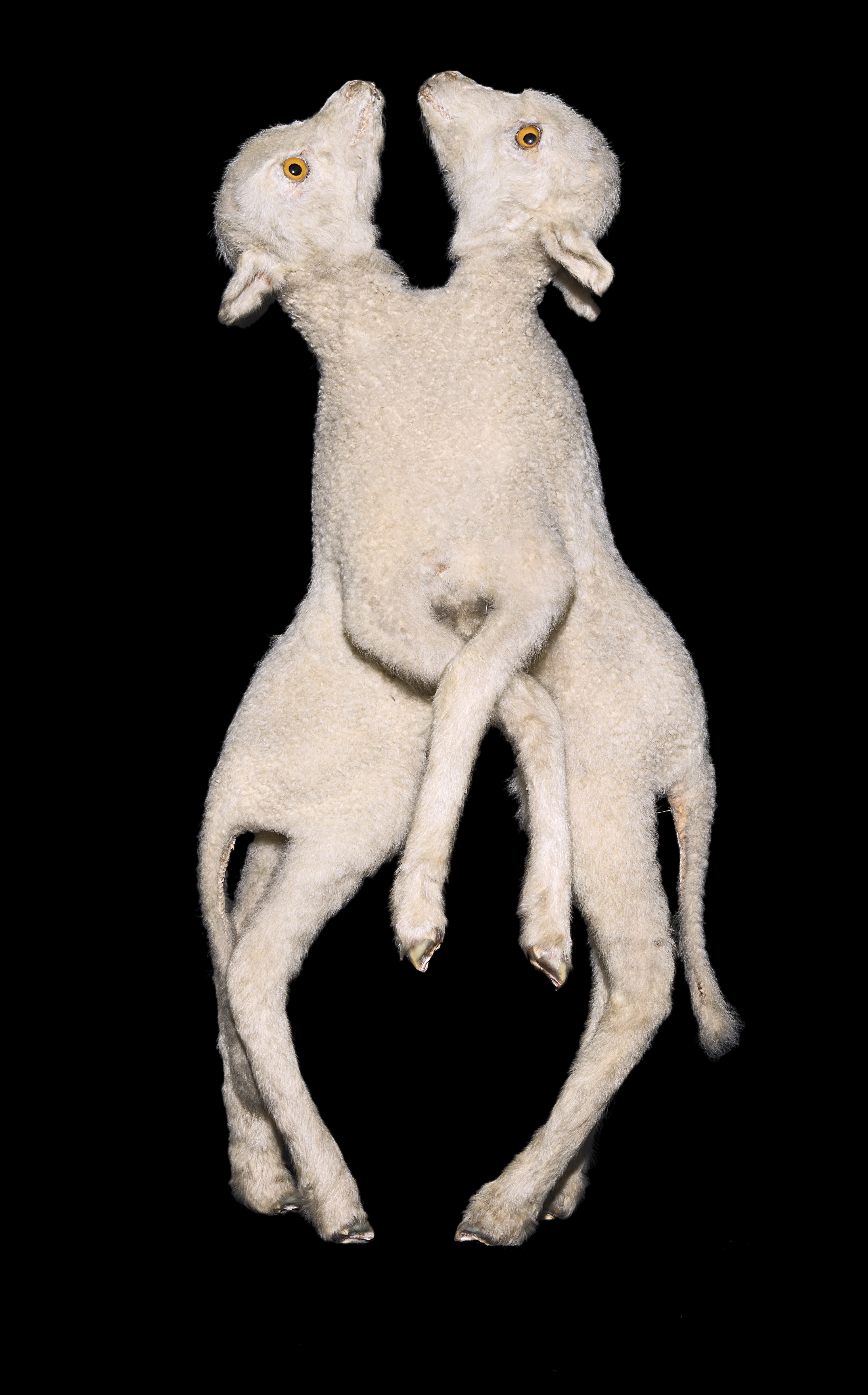
Agneaux siamois.
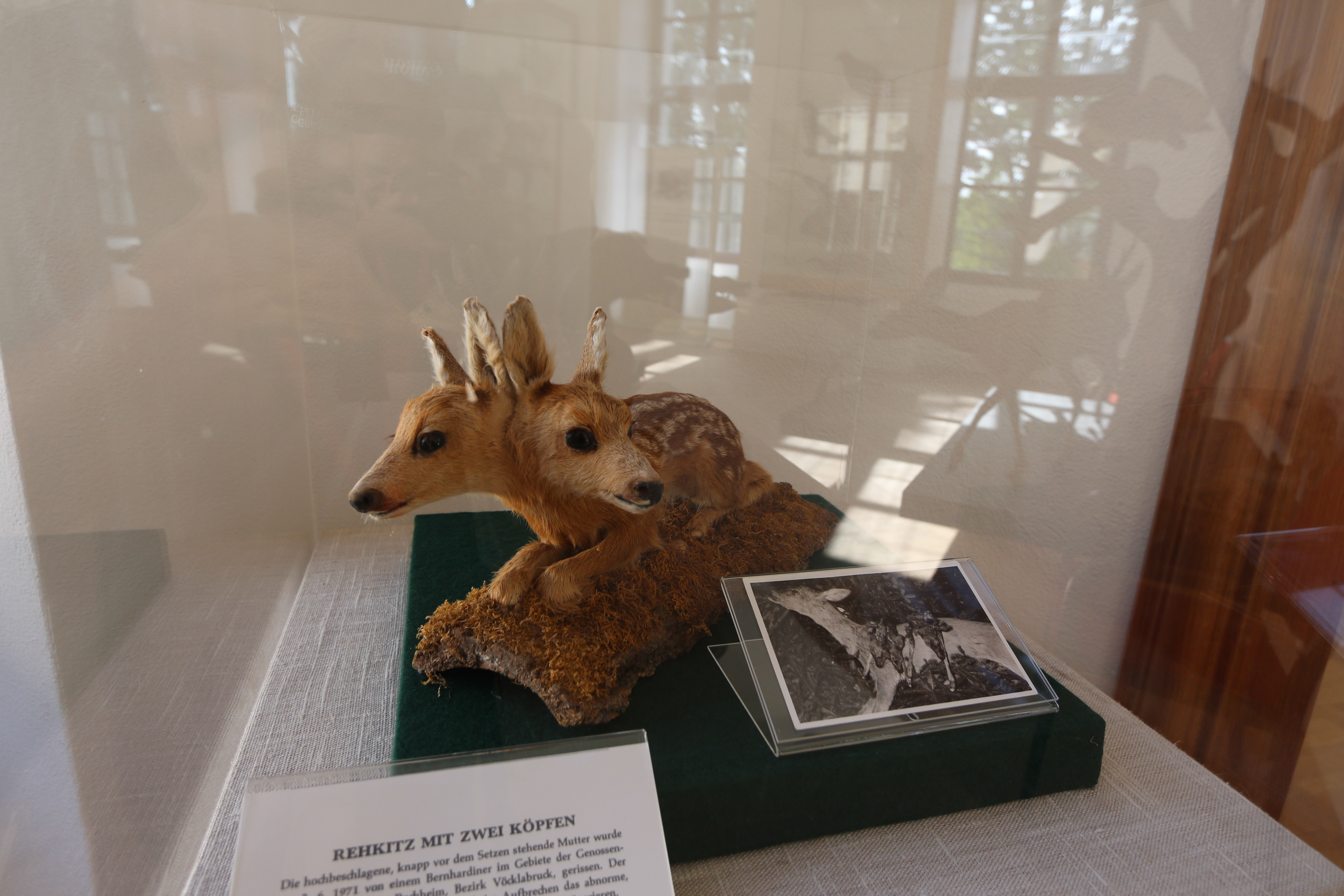
Faons siamois.
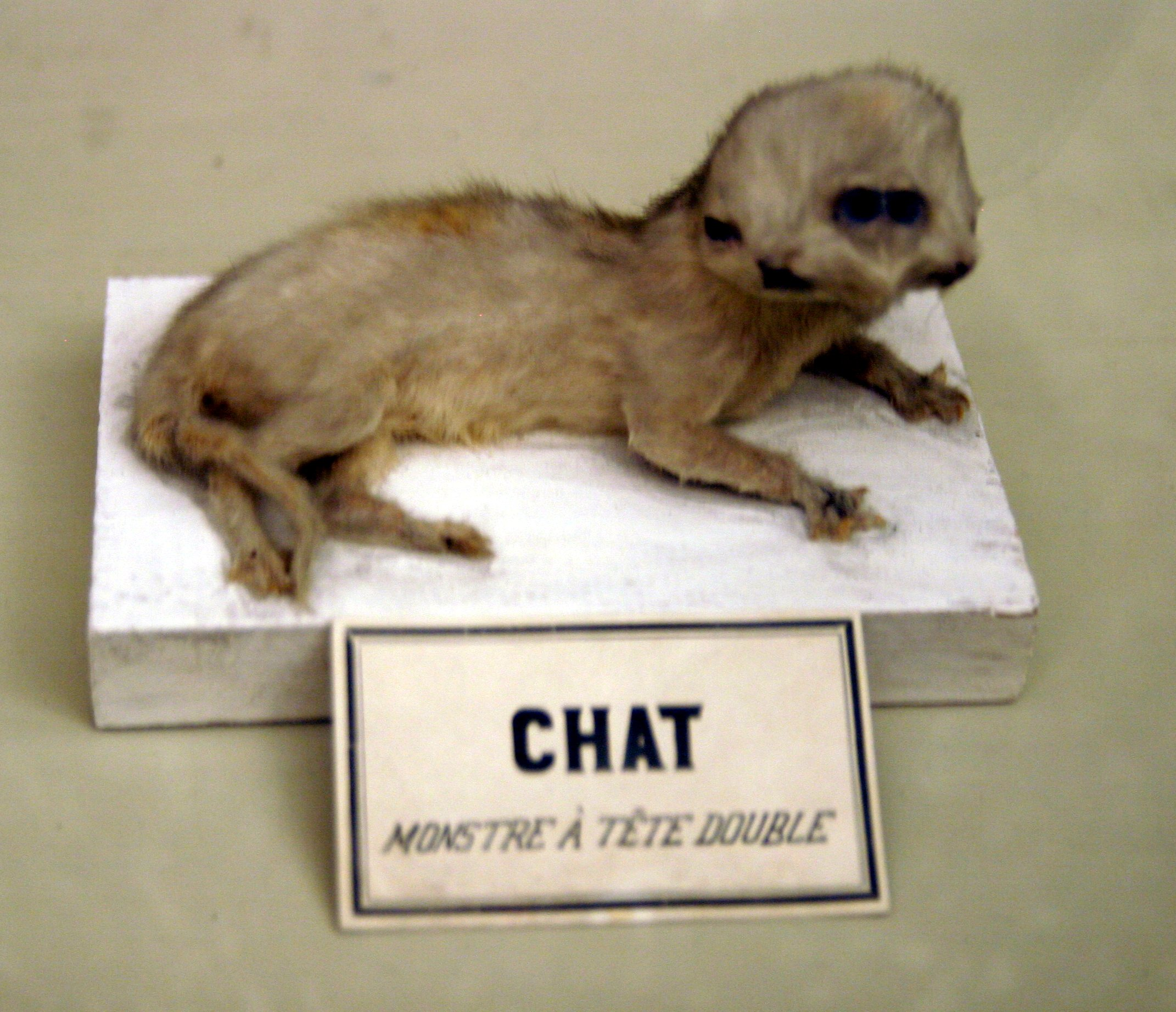
Chat siamois.
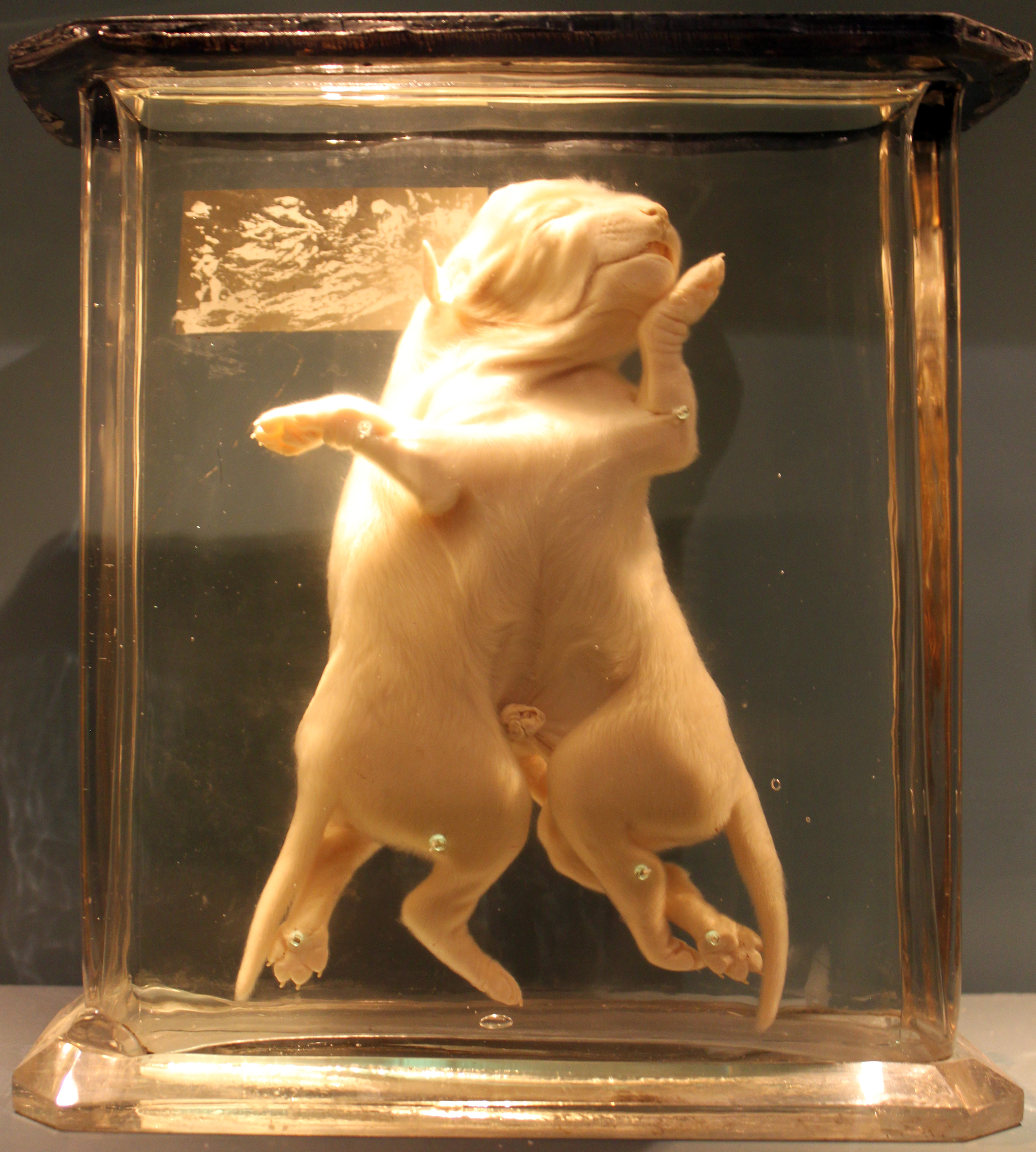
Chiens siamois.
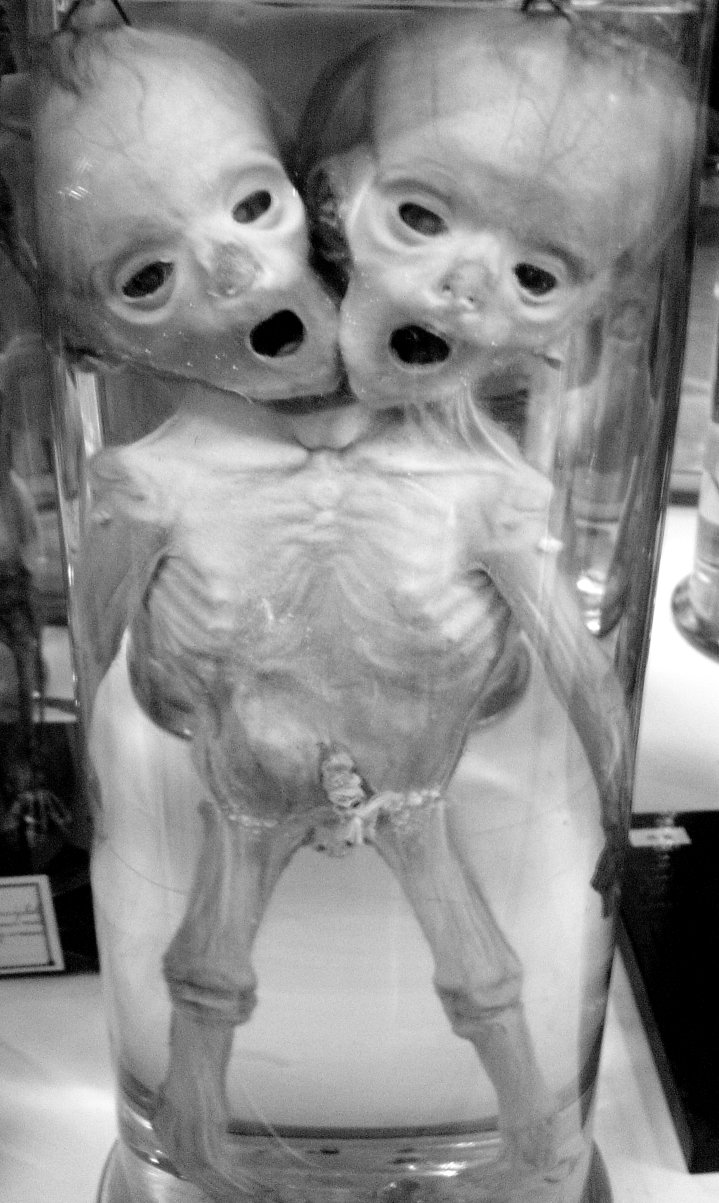
Bébés humains siamois.
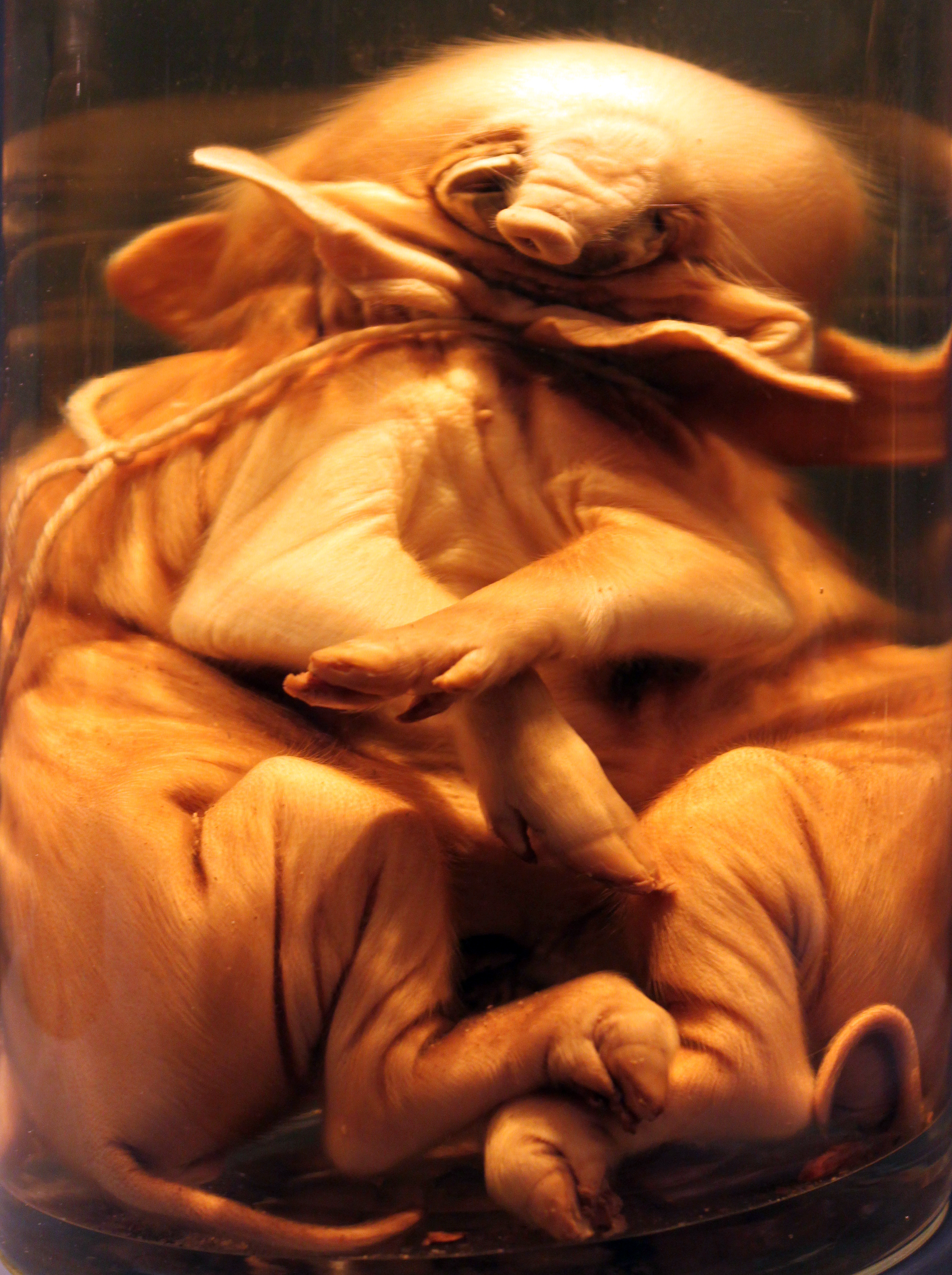
Porcs siamois.
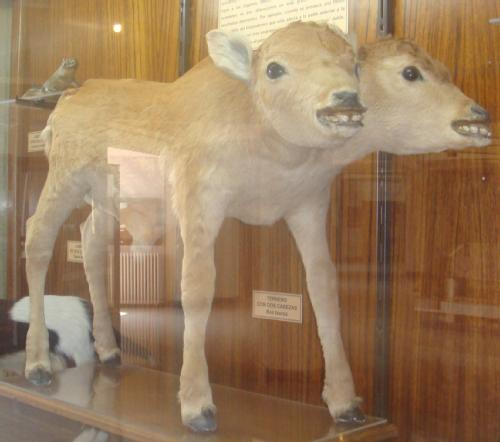
Veaux siamois.

### Reptiles

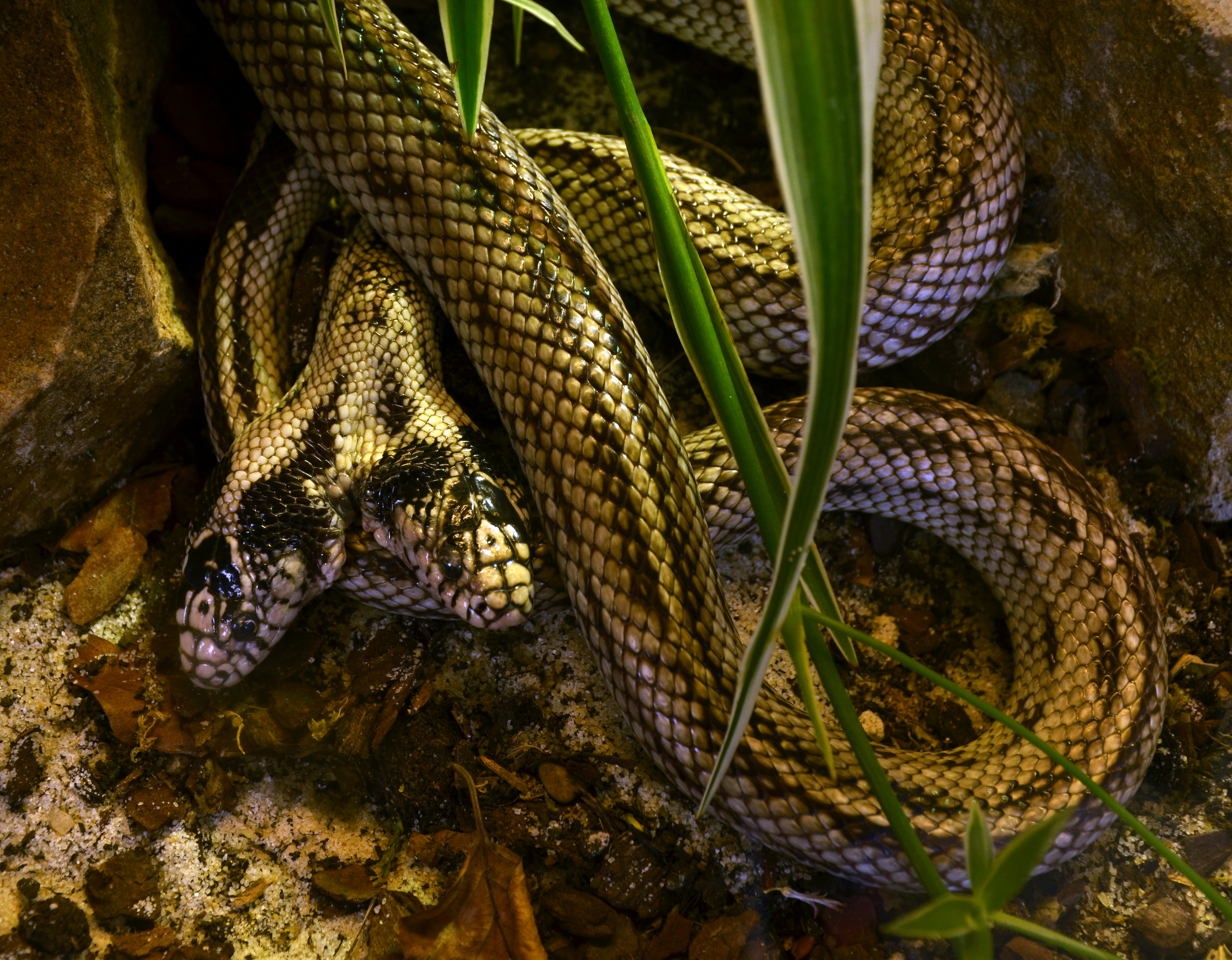
Serpents siamois (Lampropeltis getula).
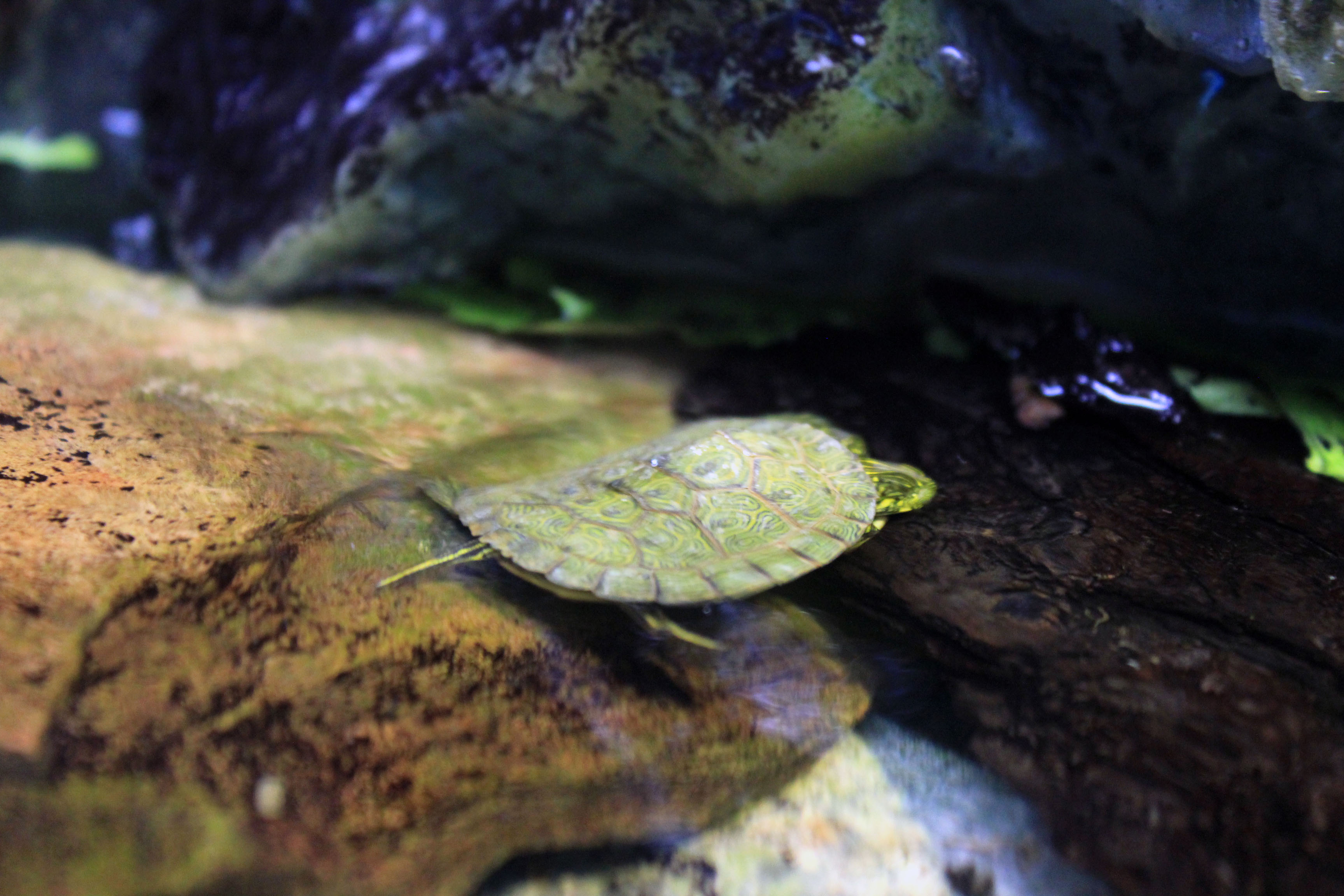
Tortues siamoises.